# Yi Sun-sin

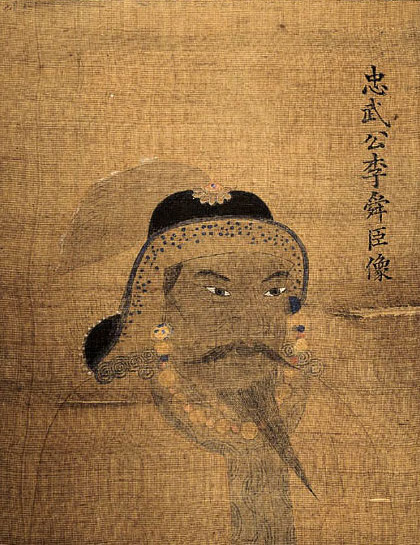
Yi Sun-sin

Yi Sun-sin (28 de abril de 1545 — 16 de Dezembro de 1598 - coreano: 이순신, Hanja: 李舜臣), foi um comandante naval coreano conhecido por suas vitórias contra a marinha do Japão durante a Guerra Imjin da dinastia Joseon.
O seu título de Samdo Sugun Tongjesa (Hangul : 삼도수군통제사, Hanja : 三道水軍統制使), que literalmente quer dizer "Comandante Naval das Três Províncias" ficou como o título do comandante do braço operativo da Armada Coreana até 1896. Yi também é conhecido pelo seu inovador emprego dos barcos-tartaruga (거북선). Ele tem a reputação de ser um dos poucos almirantes que foram vitoriosos em todas as batalhas navais (no seu caso 23) as quais ele comandou.
Yi foi morto por uma simples bala de arcabuz na batalha de Noryang (16 de Dezembro 1598). Enquanto morria, disse a seu filho e neto "não seja conhecida [ainda] a minha morte" já que ele estava tocando os tambores de guerra e querendo evitar a perda de moral das forças próprias e o ganho das inimigas. A corte real concedeu-lhe eventualmente muitas honras, incluindo os títulos de Chungmugong (충무공, 忠武公, Senhor da Lealdade Marcial), Seonmu Ildeung Gongsin (선무일등공신, 宣武一等功臣, Ordem militar do mérito de Primeira Classe), e dois cargos póstumos, Yeonguijeong (영의정, 領議政, Primeiro Ministro), e Deokpung Buwongun (덕풍부원군, 德豊府院君, Príncipe da Corte de Deokpung). Recebeu mesmo o título de Yumyeong Sugun Dodok (유명 수군 도독, Almirante da Frota da China Ming) postumamente, pelo imperador de Ming. Yi é um herói dos coreanos hoje.